# Ácido N-acetilneuramínico
Ácido N-acetilneuramínico é um N-Acil derivado do ácido neuranímico. Apresenta uma diferenciação nos gangliosídios. É considerado o ácido siálico mais abundante nos eucarióticos.
Foi isolada por Gottschak e colaboradores e apresenta os seguintes derivados: ácido N-glicosilneuramínico, 5-hidroxineuramínico (ácido 3-desoxi-D-glicero-a-D-galacto-non-2-ulopiranosônico).